# Schoenorchis tixieri
Schoenorchis tixieri là một loài thực vật có hoa trong họ Lan. Loài này được (Guillaumin) Seidenf. miêu tả khoa học đầu tiên năm 1975.